# МЦСТ-R2000
МЦСТ R-2000 (маркируется как «1891ВМ018») — микропроцессор российской фирмы МЦСТ из серии процессоров МЦСТ-R, основанной на архитектуре SPARC, которая изначально была разработана в 1985 году компанией Sun Microsystems. Программно совместим с архитектурой SPARC v9 и векторными расширениями VIS1 и VIS2; также имеет свои собственные расширения системы команд.
Представляет собой восьмиядерный процессор, оснащённый двухканальным контроллером оперативной памяти DDR4-2400, предназначен для применения совместно с южным мостом КПИ-2. Микросхема разработана по технологическим нормам 28 нм с использованием библиотек стандартных элементов.
| Характеристики | Характеристики                  | Значения   |
| -------------- | ------------------------------- | ---------- |
| 1              | Технологический процесс         | КМОП 28 нм |
| 2              | Рабочая тактовая частота        | 2000 МГц   |
| 3              | Производительность:GFLOPS(FP32) | 64         |
| 4              | Потребляемая мощность, Вт       | 25 Вт      |
| 5              | Процессорных ядер               | 8          |